# Patrick Huot
Pour les articles homonymes, voir Huot.
Patrick Huot, né le 9 avril 1975, est un homme politique québécois.
Il est conseiller municipal du district Duberger à la ville de Québec de 2005 à 2008.
Sous la bannière du Parti libéral du Québec, il est député à l'Assemblée nationale du Québec de la circonscription de Vanier de 2008 à 2012, et de la circonscription de Vanier-Les Rivières de 2014 à 2018.
Le 13 avril 2023, il est nommé directeur général du Parti libéral.

## Biographie
Patrick Huot détient un baccalauréat en science politique et une maîtrise en analyse des politiques, tous deux obtenus à l'Université Laval. Il est collaborateur aux travaux de la Chaire FCRSS/IRSC sur le transfert de connaissances et l'innovation à l'Université Laval.
Il joue au baseball pour le Rouge et Or de l'Université Laval, les Diamants de Québec et les Patriotes de Sainte-Foy.
Patrick Huot est agent de recherche et adjoint exécutif au ministère de la Santé et des Services sociaux de 2002 à 2007. Il est également adjoint exécutif au ministère des Services gouvernementaux en 2007.

## Expérience politique
Patrick Huot est conseiller municipal du district Duberger à la ville de Québec de 2005 à 2008 sous la bannière d'Action civique de Québec.
En 2008, il est élu député libéral dans Vanier. Pendant son mandat, il est adjoint parlementaire à la ministre du Développement durable, de l'Environnement et des Parcs de janvier 2009 à février 2011, ainsi qu'adjoint parlementaire à la présidente du Conseil du trésor de février à août 2012. Il est défait dans Vanier-Les Rivières en 2012.
Il est réélu en tant que député libéral dans Vanier-Les Rivières en 2014. Il est alors whip adjoint du gouvernement d'avril 2014 à octobre 2017, adjoint parlementaire au ministre responsable de l'Administration gouvernementale et de la Révision permanente des programmes et président du Conseil du trésor du 18 octobre 2017 au 23 août 2018. Il est défait en 2018.
De mai 2020 à juillet 2021, il est directeur de cabinet de la cheffe de l'opposition officielle, Dominique Anglade. Il est nommé directeur général du Parti libéral du Québec en avril 2023,.

## Résultats électoraux

### Résultats provinciaux
|                                                                                               | Nom                    | Parti               | Nombre de voix | %      | Maj.  |
| --------------------------------------------------------------------------------------------- | ---------------------- | ------------------- | -------------- | ------ | ----- |
|                                                                                               | Mario Asselin          | Coalition avenir    | 18 267         | 45,1 % | 7 916 |
|                                                                                               | Patrick Huot (sortant) | Libéral             | 10 351         | 25,6 % | -     |
|                                                                                               | Monique Voisine        | Québec solidaire    | 4 946          | 12,2 % | -     |
|                                                                                               | William Duquette       | Parti québécois     | 4 028          | 9,9 %  | -     |
|                                                                                               | Alain Fortin           | Conservateur        | 1 454          | 3,6 %  | -     |
|                                                                                               | Samuel Raymond         | Vert                | 668            | 1,6 %  | -     |
|                                                                                               | Carl Côté              | Indépendant         | 299            | 0,7 %  | -     |
|                                                                                               | Carl-André Poliquin    | Parti nul           | 245            | 0,6 %  | -     |
|                                                                                               | David Dallaire         | Citoyens au pouvoir | 242            | 0,6 %  | -     |
| Total                                                                                         | Total                  | Total               | 40 500         | 100 %  |       |
| Le taux de participation lors de l'élection était de 71,8 % et 688 bulletins ont été rejetés. |                        |                     |                |        |       |

|                                                                                               | Nom                        | Parti            | Nombre de voix | %      | Maj.  |
| --------------------------------------------------------------------------------------------- | -------------------------- | ---------------- | -------------- | ------ | ----- |
|                                                                                               | Patrick Huot               | Libéral          | 18 398         | 43,6 % | 3 863 |
|                                                                                               | Sylvain Lévesque (sortant) | Coalition avenir | 14 535         | 34,5 % | -     |
|                                                                                               | Marc Dean                  | Parti québécois  | 6 337          | 15 %   | -     |
|                                                                                               | Monique Voisine            | Québec solidaire | 1 920          | 4,6 %  | -     |
|                                                                                               | Jean-Alex Martin           | Conservateur     | 564            | 1,3 %  | -     |
|                                                                                               | Mathieu Fillion            | Option nationale | 400            | 0,9 %  | -     |
| Total                                                                                         | Total                      | Total            | 42 154         | 100 %  |       |
| Le taux de participation lors de l'élection était de 75,7 % et 539 bulletins ont été rejetés. |                            |                  |                |        |       |

|                                                                                               | Nom                           | Parti              | Nombre de voix | %      | Maj.  |
| --------------------------------------------------------------------------------------------- | ----------------------------- | ------------------ | -------------- | ------ | ----- |
|                                                                                               | Sylvain Lévesque              | Coalition avenir   | 16 333         | 37,9 % | 1 331 |
|                                                                                               | Patrick Huot (sortant Vanier) | Libéral            | 15 002         | 34,8 % | -     |
|                                                                                               | Marc Dean                     | Parti québécois    | 8 038          | 18,7 % | -     |
|                                                                                               | Monique Voisine               | Québec solidaire   | 1 371          | 3,2 %  | -     |
|                                                                                               | Mathieu Fillion               | Option nationale   | 924            | 2,1 %  | -     |
|                                                                                               | Jean Cloutier                 | Vert               | 569            | 1,3 %  | -     |
|                                                                                               | Daniel Brisson                | Conservateur       | 362            | 0,8 %  | -     |
|                                                                                               | Carl Côté                     | Indépendant        | 322            | 0,7 %  | -     |
|                                                                                               | Jean-François Morency         | Équipe autonomiste | 146            | 0,3 %  | -     |
| Total                                                                                         | Total                         | Total              | 43 067         | 100 %  |       |
| Le taux de participation lors de l'élection était de 78,7 % et 503 bulletins ont été rejetés. |                               |                    |                |        |       |

|                                                                                               | Nom                      | Parti               | Nombre de voix | %      | Maj. |
| --------------------------------------------------------------------------------------------- | ------------------------ | ------------------- | -------------- | ------ | ---- |
|                                                                                               | Patrick Huot             | Libéral             | 13 077         | 38,3 % | 469  |
|                                                                                               | Sylvain Légaré (sortant) | Action démocratique | 12 608         | 36,9 % | -    |
|                                                                                               | Éric Boucher             | Parti québécois     | 7 521          | 22 %   | -    |
|                                                                                               | Monique Voisine          | Québec solidaire    | 932            | 2,7 %  | -    |
| Total                                                                                         | Total                    | Total               | 34 138         | 100 %  |      |
| Le taux de participation lors de l'élection était de 62,2 % et 486 bulletins ont été rejetés. |                          |                     |                |        |      |

### Résultats municipaux
| Candidat                                   | Candidat                                   | Parti                                      | Voix  | %      |
| ------------------------------------------ | ------------------------------------------ | ------------------------------------------ | ----- | ------ |
|                                            | Patrick Huot                               | Action civique de Québec                   | 1578  | 39,1   |
|                                            | Édith Bérubé                               | Vision Québec                              | 1295  | 32,1   |
|                                            | Thierry Gnao                               | Renouveau municipal de Québec              | 1165  | 28,9   |
| Total                                      | Total                                      | Total                                      | 4 038 | 100 %  |
| Nombre d'inscrits et taux de participation | Nombre d'inscrits et taux de participation | Nombre d'inscrits et taux de participation | 9 338 | 43,2 % |